# Luperina minor
Luperina minor är en fjärilsart som beskrevs av Turati. Luperina minor ingår i släktet Luperina och familjen nattflyn. Inga underarter finns listade i Catalogue of Life.